# アールパード・ゲーレツ
アールパード・ゲーレツ（Árpád Gérecz, 1924年12月23日 - 1992年5月1日）は、ハンガリー出身の指揮者、ヴァイオリン奏者。

## 経歴
1924年、ドゥナケシ生まれ。フランツ・リスト音楽専門学校とジュネーヴ音楽院で学び、ヒルフェルスムでパウル・ファン・ケンペン、デュイスブルクでゲオルク・ルートヴィヒ・ヨッフムの各氏に指揮法を学んだ。1948年にスイス国籍を取得し、1955年からローザンヌ音楽院で室内楽とオーケストラの講座を受け持つようになった。1958年からローザンヌ室内管弦楽団の補助指揮者を務め、1960年にはブリュッセルのモネ劇場の指揮者陣に加わっている。1970年代からはジュネーヴ音楽院で指揮法を教えるようになった。1980年からルトリーのバッハ・コンサートの芸術監督に就任。
モルジュにて没。